# Jacques Cordier (danseur)
Pour les articles homonymes, voir Jacques Cordier, Cordier (homonymie) et Bocan.
Jacques Cordier, aussi connu sous le nom de Bocan, Bocane ou Bocanne, né en 1580 à Abbeville et mort en 1653, est un danseur, professeur de danse et violoniste français.

## Biographie
Bien que difforme et goutteux, il passe du statut de danseur à celui de chorégraphe exceptionnel. Il a commencé sa carrière en Angleterre vers 1610 et a acquis une certaine notoriété sous le règne de Charles Ier. Ce dernier aimait son jeu de violon et sa femme, Henriette-Marie de France, avait Bocan comme professeur de danse. Les troubles politiques en Angleterre poussèrent Bocan à retourner à Paris. Parmi les reines auxquelles il enseigna la danse, on compte Anne d'Autriche, femme de Louis XIII, Élisabeth de Bourbon, femme de Philippe IV, Constance d'Autriche, femme de Sigismond III de Pologne et Anne-Catherine de Brandebourg, épouse de Christian IV. 
Il épousa en 1621 Radegonde de Chédeville, issue d'une famille de musiciens. Ils eurent trois enfants, Gabriel (1622), Charles (1624) et Marguerite (1625). 
Malgré toute sa maîtrise du violon et du rebec, il ne savait pas lire la musique et ne pouvait pas mettre lui-même ses pièces sur papier.
En 1646, il était au service d'Anne-Marie-Louise d'Orléans, dite la Grande Mademoiselle, et gagnait 600 livres par an, apparemment jusqu'en 1650. Même à un âge avancé, il faisait des démonstrations de danses inhabituelles. À son époque, il ne se distinguait pas seulement dans la danse, il jouait aussi parfaitement du violon, comme le notait en 1636 Harmonie universelle de Mersenne. Il cita également Cordier comme auteur de la danse La Bocanne.
Selon des documents de 1646 et 1651, Cordier fit partie de la Musique du roi en tant que violon ordinaire du Cabinet du roy. Il avait pourtant une aversion pour les Vingt-Quatre Violons du Roi, qu'il trouvait trop vieux. Son surnom, Bocan, Bocane ou Bocanne, vient peut-être d'une région de Picardie que lui avait promise le duc de Montpensier. Ce n'est qu'après la découverte de sa tombe à Saint-Germain-l'Auxerrois, remise en état en 1843, que l'on s'aperçut que Bocan n'était pas son vrai nom.